# Wiktorija Kossowa
Wiktorija Wiktoriwna Kossowa (ukrainisch Вікторія Вікторівна Косова, englisch Viktorya Kosova; geb. am 18. September 1988) ist eine ukrainische Film- und Fernsehschauspielerin, Designerin, Künstlerin und Chefredakteurin des Online-Hochglanzmagazins Nargis.

## Leben und Karriere
Wiktorija Wiktoriwna Kossowa wurde am 18. September 1988 in der Ukraine geboren. Sie studierte an der Kiewer Nationalen Universität für Theater, Film und TV. Kossowa ist außerhalb der Ukraine vor allem für ihre Rolle der Nastja in der zweiten Staffel der belgischen Menschenhandel-Dramaserie Matrioshki – Mädchenhändler bekannt.

## Filmografie
Filme
- 2007: Don’t lie girl
- 2010: Faith, Hope and Love

Serien
- 2007: Return of Mukhtar
- 2008: Matrioshki – Mädchenhändler (Matroesjka’s)
- 2010: Neighbours
- 2012: Female doctor
- 2012: Waiting list